# 아템 벤 아르파
아템 벤 아르파(프랑스어: Hatem Ben Arfa,아랍어: حاتم بن عرفة, 1987년 3월 7일 ~ )는 튀니지계 프랑스인 축구 선수이다. 현재 리그 1의 릴에서 뛰고 있다.
주로 윙어나 공격형 미드필더로 뛰며, 돌파 후 크로스를 올리기 보다는 상대방을 제끼며 중앙으로 침투하는 플레이를 선호한다. 그래서인지 드리블 시도율이 상당히 높은 편이며, 종종 멋진 장면을 만들어내기도 한다.
어린 시절부터 여러 클럽의 관심을 받으며 프랑스의 떠오르는 재능 중 한명으로 평가받아왔으나, 동료와의 다툼 등 여러 문제를 일으키며 논란의 중심이 되기도 했다.

## 클럽 경력

### 올랭피크 리옹
그는 일드프랑스의 여러 클럽에서 축구를 배웠다. 유소년 시절부터 두각을 나타내 첼시, 아약스등 여러 명문 클럽의 관심을 받기도 했지만 올랭피크 리옹과 프로 계약을 맺는다. 2004년 OGC 니스 전에서 데뷔하였고 그 해 11월 릴 OSC와의 쿠프 드 프랑스 경기에서 프로 데뷔 첫 골을 기록했다.
2007-08 시즌부터 팀의 핵심으로 거듭나게 되는데 당시 리옹의 주전 윙어였던 플로랑 말루다와 실뱅 윌토르가 팀을 떠나자 공격수였던 그가 그자리를 맡았고 8골 5도움을 기록하는 대활약을 펼친다. 이 활약에 힘입어 UNFP 올해의 젊은 선수상을 수상했음은 물론 리옹과 2010년까지 계약을 연장했다. 그러나 2008년 팀 훈련 도중 고참 수비수인 세바스티앙 스킬라치와 큰 싸움을 벌여 리옹에서의 경력은 사실상 끝나고 만다.

### 올랭피크 드 마르세유
2008년 여름 아스널, 맨체스터 유나이티드, 레알 마드리드 등 여러 클럽과 연결되었으나 리옹의 라이벌 클럽인 올랭피크 드 마르세유로 이적했다. 그러나 이적하자마자 팀 동료가 된 지브릴 시세와 싸움을 벌여 논란을 일으켰고, 결국 시세가 선덜랜드로 임대를 떠나게 된다. 그래도 리그 개막전인 스타드 렌과의 경기에서 데뷔골을 기록하였고, 이후 11경기에서 6골을 넣는 대활약을 펼치며 팀의 기대에 부응하는듯 했으나 UEFA 챔피언스리그 리버풀과의 경기 전 몸푸는 과정에서 동료인 모데스테 음바미와 다툼을 벌인데 이어 파리 생제르맹과의 더비전에서 감독의 지시를 무시해버려 언론과 팬들로부터 맹비난을 받게 된다.
2009년 10월에는 팀 훈련에 불참하여 1만 유로의 벌금을 물게 되고, 그 사건 이후 한 달만에 감독인 디디에 데샹과 훈련 도중 심한 말다툼을 벌이게 된다. 결국 감독의 눈밖에 난 그는 출장시간이 줄어들수 밖에 없었다. 하지만 후반기에는 여러 경기에 출장해 공격 포인트를 기록했고, 꾸준히 좋은 모습을 보이며 2010년 2월 UNFP 이 달의 선수상을 수상하기도 했다.
2010년 여름 뉴캐슬 유나이티드, 베르더 브레멘, AC 밀란, 갈라타사라이 등 여러 클럽과 이적설이 나는데, 그 중 뉴캐슬이 그의 임대에 적극적인 관심을 드러내면서 계약에 근접해갔다. 그는 마르세유의 허락 없이 뉴캐슬까지 왔다가 다시 돌아가게 되는데, 이후 팀 훈련에 불참하면서까지 뉴캐슬 이적을 갈망하였다. 결국 마르세유는 벤 아르파의 뉴캐슬 임대를 발표하였고, 2010-11 시즌을 뉴캐슬에서 시작하게 되었다.

### 뉴캐슬 유나이티드
뉴캐슬로 임대된 그는 4 라운드 블랙풀과의 경기에서 교체로 데뷔했고, 다음 경기 에버턴과의 경기에서는 선발 출장하여 멋진 결승골을 포함해 대활약을 펼치며 뉴캐슬 팬들을 열광하게 만들었다. 그러나 7 라운드 맨체스터 시티 전에서 나이젤 더 용에게 태클을 당해 종아리가 골절되는 심각한 부상을 입는다. 이로 인해 더 이상 뉴캐슬에서 활약할 수 없게 되었고, 완전 이적마저 물건너 가는 듯 했다. 그러나 뉴캐슬은 1월 이적시장에서 그를 완전 영입했고, 부상을 회복하며 다음 시즌을 기약하게 되었다.
2011-12 시즌 시작 전 부상에서 복귀해 훈련에 참가하였고 팀의 미국 투어도 함께 떠나게 된다. 그러나 미국 투어 경기 중 또 다시 부상을 당해 2달여간 뛸수 없게 되었다. 이후 부상에서 복귀했지만 별다른 활약을 하지 못하며 거의 교체로만 출장한다. 하지만 볼턴 원더러스와의 경기에서 시즌 첫 골을 기록한데 이어, 블랙번 로버스와의 FA 컵 경기에서 상대 선수 4명을 제끼고 엄청난 골을 기록하며 점점 폼을 회복한다. 그리고 팀 동료인 뎀바 바, 파피스 시세와 함께 3톱을 형성해 뉴캐슬의 6연승 행진을 이끌었고 팀의 UEFA 유로파리그 진출에 큰 기여를 하게 되었다.

## 국가대표팀 경력
그는 2002년 프랑스 U-16 팀을 시작으로 모든 연령층의 청소년 대표를 거쳤다. 특히 U-17 팀에서 카림 벤제마, 사미르 나스리, 제레미 메네즈 등과 함께 2004년 UEFA 유럽 U-17 축구 선수권 대회를 우승으로 이끌었었다.
2007년 10월 페로 제도와의 유로 2008 예선전에서 프랑스 성인 대표팀에 데뷔하였고, 그 경기에서 골을 넣으며 팀의 6-0 승리를 이끌었다. 그 후에도 종종 국가대표에 선발되었지만 2010년 나이젤 더 용의 태클로 인한 부상과 폼 저하로 인해 한동안 뽑히지 못했다. 그러나 2011-12 시즌 뉴캐슬에서의 활약으로 유로 2012 프랑스 국가대표로 발탁되었고 잉글랜드, 스웨덴 전에 출전했다.

## 수상 경력

### 클럽
올랭피크 리옹
- 리그 1: 2004-05, 2005-06, 2006-07, 2007-08
- 쿠프 드 프랑스: 2007-08
- 트로페 데 샹피옹: 2004, 2005, 2006, 2007, 2008

올랭피크 드 마르세유
- 리그 1: 2009-10
- 쿠프 드 라 리그: 2009-10
- 트로페 데 샹피옹: 2010

파리 생제르맹
- 리그 1: 2017-18
- 쿠프 드 프랑스: 2016-17, 2017-18
- 쿠프 드 라 리그: 2016-17, 2017-18
- 트로페 데 샹피옹: 2016, 2017

### 국가대표팀
- UEFA 유럽 U-17 축구 선수권 대회: 2004

### 개인
- UNFP 리그 1 올해의 신인: 2007-08
- UNFP 리그 1 올해의 팀: 2015-16

## 참고 문헌
1. ↑  (프랑스어) “Feuille de match OGC Nice - Olympique Lyonnais”. 프랑스 프로축구리그 공식 웹사이트. 2004년 8월 6일. 2012년 10월 5일에 확인함.
2. ↑  (프랑스어) “Feuille de match LOSC Lille - Olympique Lyonnais”. 프랑스 프로축구리그 공식 웹사이트. 2004년 11월 10일. 2012년 10월 5일에 확인함.
3. ↑  (프랑스어) “Les Trophées UNFP du football”. 프랑스 축구선수협회 공식 웹사이트. 2009년 8월 4일에 원본 문서에서 보존된 문서. 2012년 10월 5일에 확인함.
4. ↑  (프랑스어) “Lyon : Ben Arfa veut prolonger”. 메르카토 365. 2008년 3월 4일. 2012년 7월 30일에 원본 문서에서 보존된 문서. 2012년 10월 5일에 확인함.
5. ↑  (한국어) “(오피셜) 벤 아르파, 리옹 떠나 마르세유로”. 골닷컴. 2008년 7월 2일. 2012년 10월 5일에 확인함.
6. ↑  (영어) “Dissent and sensitivity overshadow PSG's Marseille adventure”. 가디언. 2008년 10월 28일. 2012년 10월 5일에 확인함.
7. ↑  (영어) “Marseille issue Ben Arfa fine”. 스카이 스포츠. 2009년 10월 8일. 2012년 10월 5일에 확인함.
8. ↑  (영어) “Ben Arfa close to I'OM exit”. 스카이 스포츠. 2009년 11월 18일. 2012년 10월 5일에 확인함.
9. ↑  (한국어) “뉴캐슬, 佛 신성 벤 아르파 영입 임박”. 골닷컴. 2010년 8월 10일. 2012년 10월 5일에 확인함.
10. ↑  (한국어) “벤 아르파, 이틀째 훈련 불참”. 골닷컴. 2010년 8월 14일. 2012년 10월 5일에 확인함.
11. ↑  (한국어) “(오피셜) 뉴캐슬, 벤 아르파 영입 완료”. 골닷컴. 2010년 8월 29일. 2012년 10월 5일에 확인함.
12. ↑  (영어) “Newcastle United 0 Blackpool 2”. 뉴캐슬 유나이티드 공식 웹사이트. 2010년 9월 11일. 2010년 9월 13일에 원본 문서에서 보존된 문서. 2012년 10월 5일에 확인함.
13. ↑  (영어) “Everton 0-1 Newcastle”. BBC 스포츠. 2010년 9월 18일. 2012년 10월 5일에 확인함.
14. ↑  (한국어) “벤 아르파, 맨시티전서 다리 골절상”. OSEN. 2010년 10월 4일. 2012년 10월 5일에 확인함.
15. ↑  (한국어) “(오피셜) 뉴캐슬, 벤 아르파 완전 영입”. 골닷컴. 2011년 1월 6일. 2012년 10월 5일에 확인함.
16. ↑  (한국어) “‘스페셜 탤런트’벤 아르파, 부활 징조 보인다”. 베스트일레븐. 2012년 1월 9일. 2012년 10월 5일에 확인함.
17. ↑  (한국어) “<유로08>프랑스, 페로제도 대파…스코틀랜드, B조 선두 수성”. 뉴시스. 2007년 10월 14일. 2012년 10월 5일에 확인함.
18. ↑  (프랑스어) “La liste des 23 Bleus”. 프랑스 축구협회 공식 웹사이트. 2012년 5월 29일. 2012년 10월 5일에 확인함.